# Distriktsrabbinat Uehlfeld
Das Distriktsrabbinat Uehlfeld entstand nach den Vorschriften des bayerischen Judenedikts von 1813 in Uehlfeld, einer Gemeinde im Landkreis Neustadt an der Aisch-Bad Windsheim im nördlichen Bayern. 
Nach dem Tod des Rabbiners Hajum Chaim Selz 1876 wurde das Rabbinat nicht mehr wiederbesetzt und dem Distriktsrabbinat Fürth inkorporiert.

## Aufgaben
Die Aufgaben umfassten  Beratungen über Schulangelegenheiten, die Verwaltung von Stiftungen und die Verteilung von Almosen. Zur Finanzierung der Distriktsrabbinate wurden Umlagen von den einzelnen jüdischen Gemeinden bezahlt.

## Gemeinden des Distriktsrabbinats
- Jüdische Gemeinde Fürstenforst
- Jüdische Gemeinde Kailindach
- Jüdische Gemeinde Uehlfeld
- Jüdische Gemeinde Weisendorf

## Distriktsrabbiner
- 1808 bis 1826: Samson Wolf Rosenfeld (* 1782 in Uehlfeld; gest. 1862 in Bamberg)
- 1826 bis 1831: Isaac Loewi (* 1803 in Adelsdorf; gest. 1873 in Fürth)
- 1831 bis 1876: Hajum Chaim Selz (gest. 1876)